# Muntang Tapus
Muntang Tapus is een bestuurslaag in het regentschap Prabumulih van de provincie Zuid-Sumatra, Indonesië. Muntang Tapus telt 4692 inwoners (volkstelling 2010).